# حذف شتوي

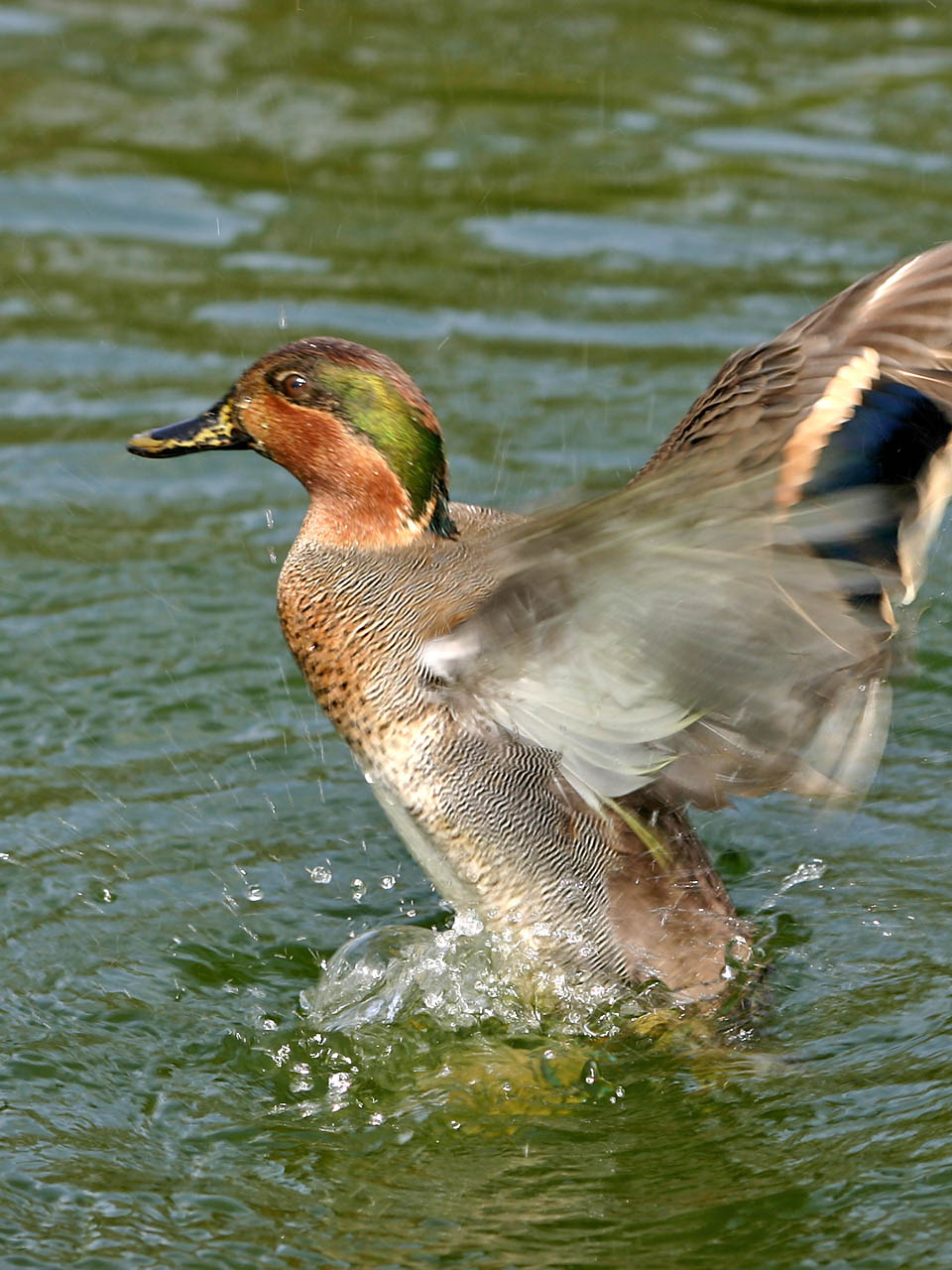

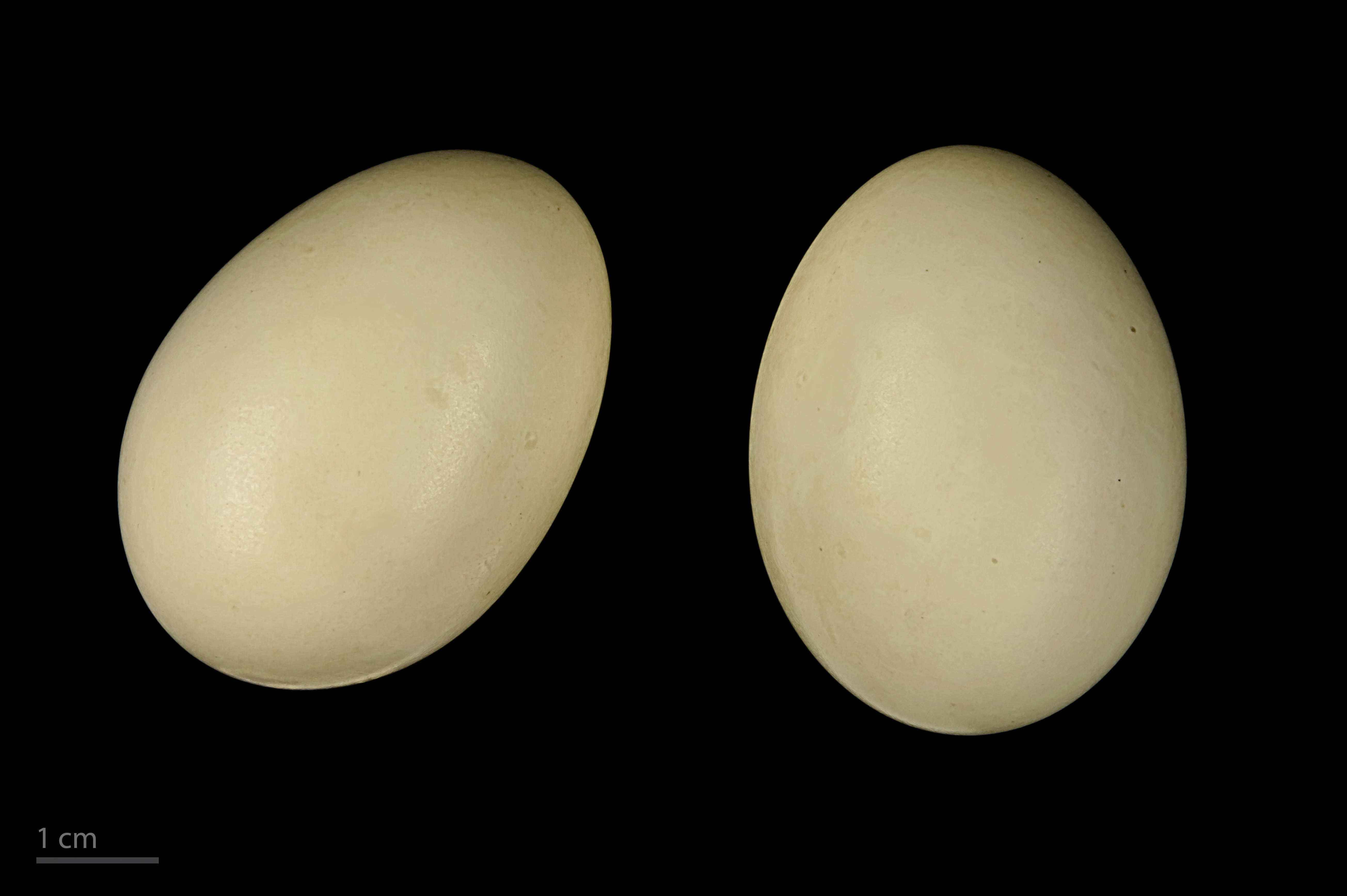
Anas crecca

الحَذَف الشتوي (بالإنجليزية: Common teal أو Eurasian teal)‏ (الاسم العلمي: Anas Crecca) من أصغر أنواع البط في المنطقة، الذكر له رأس بني محمر مع بقعة زرقاء مُخضرّة خلف عينيه كما هو واضح، وأعلى جسمه رمادي مخطط وله على جانبي الذيل بفعة حليبية اللون تشاهد حتى وهو طائر، الأنثى لونها رمادي مخطط، لاحظ الألوان على الجناح، يفضل المناطق الساحلية والبرك المائية المالحة وهو في الكويت مهاجر شائع.

## أسمائه
يعرف هذا النوع من البط بأسماء أخرى أيضًا هي «شرشير شتوي» أو «شرشيري شتوي» أو «حذاف شتوي»

## اقرأ أيضًا
- تطور الطيور
- النحام الكبير فنتير
- البلشون الرمادي
- أبو قردان (بلشون البقر)
- بلشون الصخر
- أبوملعقة
- الحذف الشتوي (بطة)